# پیانو پدالی
پیانو پدالی (یا پیانو-پدالیر یا پدالیر) نوعی پیانو است که شامل یک صفحه پدال است که نت‌های باس را قادر می‌سازد تا با پاها نواخته شوند، همان‌طور که در ارگ استاندارد است.

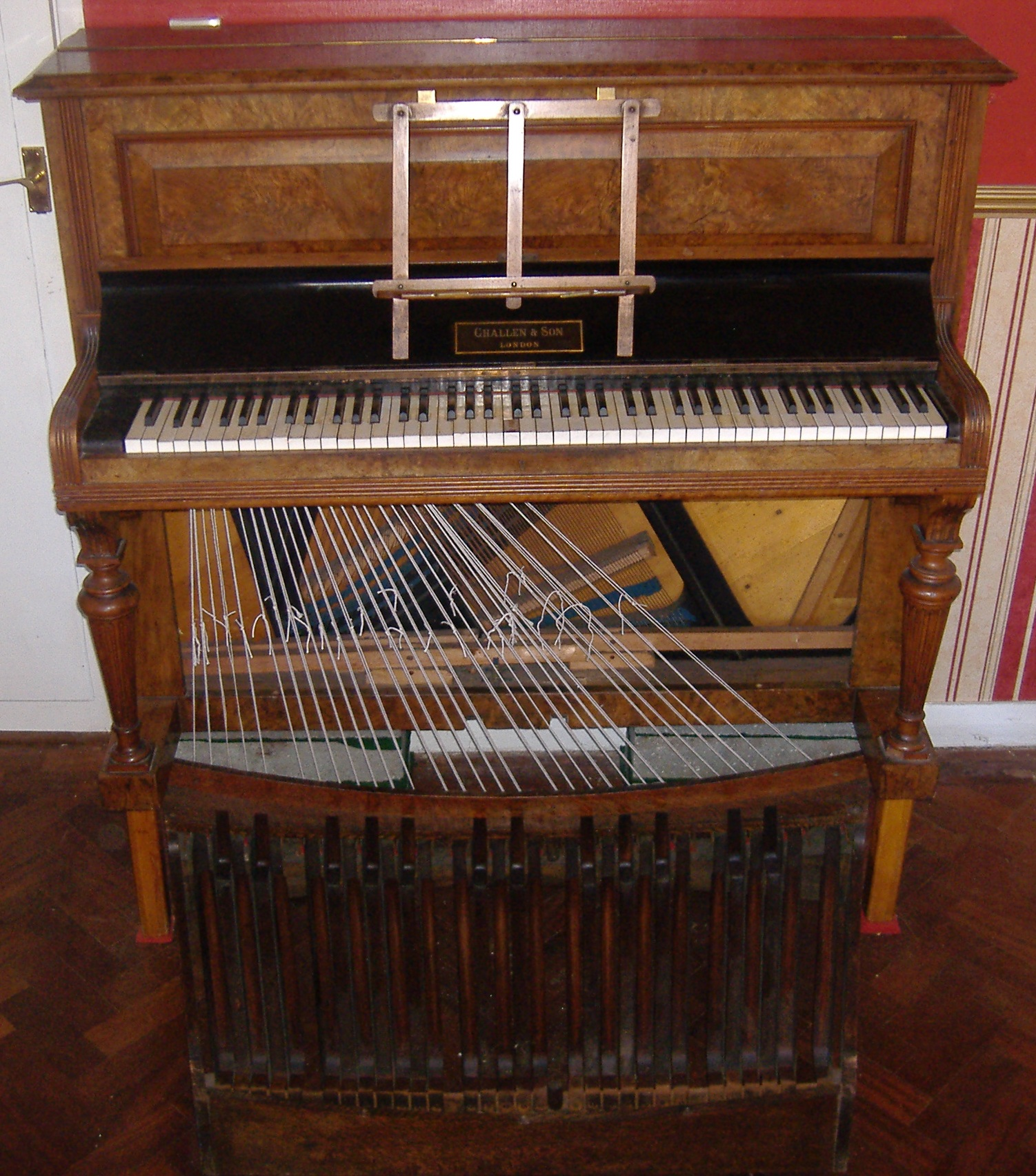

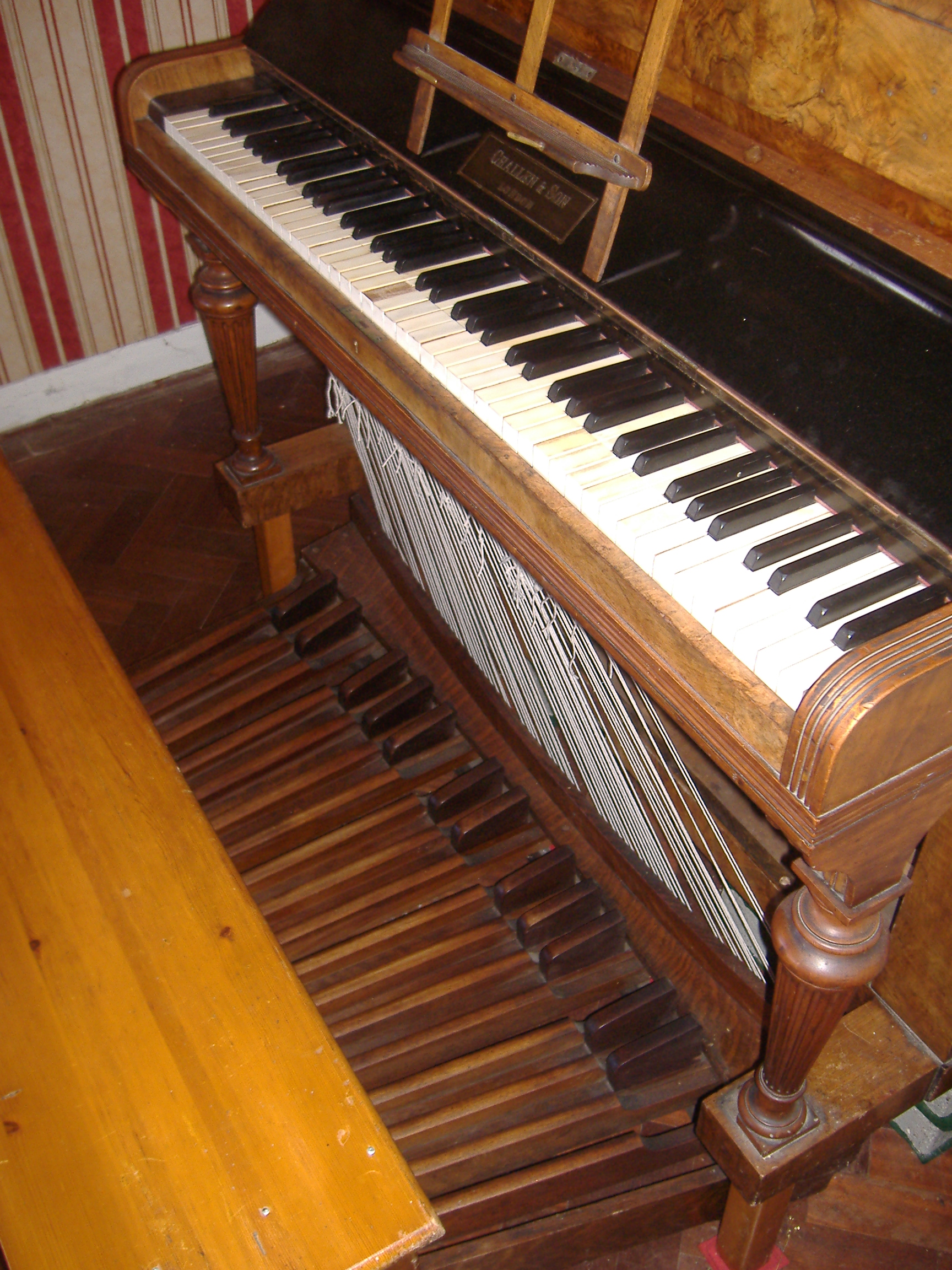

دو نوع گسترده از پیانوهای پدالی وجود دارد: یا صفحه پدال ممکن است بخشی جدایی ناپذیر از ساز باشد، با استفاده از سیم‌ها و مکانیزم مشابه با کیبورد دستی (مثلاً پیانو گرند پدالی Érard قرن نوزدهم و پیانو پدالی عمودی Pleyel)، یا ممکن است از دو پیانو مستقل (هر کدام با مکانیک و سیم‌های جداگانه خود) تشکیل شده باشد که روی هم قرار می‌گیرند، یا یک پیانوی معمولی که توسط دست و یک پیانوی باس که با پا نواخته می‌شود (مثلاً پیانوی پدالی قرن هجدهم متعلق به ولفگانگ آمادئوس موتزارت و دوپیو بورگاتوی قرن بیست و یکم ساخته لوئیجی بورگاتو) یا دو پیانوی استاندارد که پیانوی پایینی از روی تخته پدال نواخته می‌شود. روی صفحه کلید (دستی) خود از طریق مکانیزم خاصی (مثلاً سیستم پدالپیانوی پینچی قرن بیست و یکم) عمل می‌کند.

## تاریخچه
خاستگاه پیانوی پدالی در کلاویکورد پدالی و هارپسیکورد پدالی یافت می‌شود که یک نسخه اصلی از اولی باقی مانده است در حالی که فقط توصیف‌ها و بازتولیدهای مدرن از دومی باقی مانده است. اولین نقل قول از کلاویکورد با تخته پدال در حدود سال ۱۴۶۰ در بخشی که به آلات موسیقی در یک رساله دایره المعارفی نوشته شده توسط محقق پائولوس پائولیرینوس (۱۴۱۳–۱۴۷۱) اختصاص داشت، ظاهر شد. نوازندگان ارگ از این سازها برای تمرین زمانی استفاده می‌کردند که کسی در دسترس نبود تا برای ارگ کلیسا کار کند یا در فصل زمستان از تمرین در کلیسایی که گرم نمی‌شد اجتناب کنند. یوهان سباستین باخ صاحب یک هارپسیکورد پدالی بود و سونات‌های سه‌گانه ارگ او BWV 525-530، Passacaglia و Fugue در C مینور BWV 582 و آثار دیگر او را می‌توان بر روی این ساز نواخت.
ولفگانگ آمادئوس موتزارت صاحب یک فورتپیانو با پدال‌های مستقل بود که در سال ۱۷۸۵ توسط آنتون والتر برای او ساخته شد. پدرش در نامه‌ای به دخترش در ۱۲ مارس ۱۷۸۵ به این موضوع اشاره می‌کند. دست‌نوشته دست‌نویس کنسرتو در د مینور K 466 که در همان سال ساخته شد، مجموعه‌ای از آکوردها را برای دست چپ به اضافه نت‌های باس یک اکتاو پایین‌تر نشان می‌دهد. حدود ۲ ۱/۲ اندازه را پوشش می‌دهد. برخی معتقدند که نت‌های باس برای پدال در نظر گرفته شده است، اما در مورد این تفسیر اختلاف نظر وجود دارد. نت‌های باس کم می‌توانند نسخه قبلی قسمت چپ باشند که موتزارت وقتی تصمیم گرفت آنها را با آکورد جایگزین کند از خط زدن آن غافل شد.
لویی شون در سال ۱۸۴۳، زمانی که رابرت شومان در درسدن بود، یک پدال فلوژل ساخت. شومان پیانوی پدالی عمودی را ترجیح می‌داد و صفحه‌کلید پدالی او ۲۹ نت داشت و با حرکتی که در پشت پیانو قرار می‌گرفت وصل می‌شد، جایی که یک صفحه صوتی ویژه، پوشیده از ۲۹ سیم، در بدنه تعبیه شده بود. شومان موسیقی زیادی برای پیانوی پدالی نوشت و آنقدر مشتاق این ساز بود که فلیکس مندلسون را متقاعد کرد که صاحب یک پیانوی بزرگ پدالی بود تا کلاسی را برای آن در کنسرواتوار لایپزیگ تشکیل دهد. چارلز والنتین آلکان صاحب یک پیانوی پدالی Erard بود که در سال ۱۸۵۳ ساخته شد و اکنون در Musée de la Musique، مجموعه سازهای تاریخی کنسرواتوار پاریس قرار دارد. آلکان تعدادی کار برای آن ساخت، به سبک ویرتوز که در دیگر موسیقی‌های پیانوی او یافت می‌شود، کوین بویر برخی از این موسیقی را در سال‌های اخیر احیا کرده است، اگرچه او آن را در ارگ می‌نوازد.

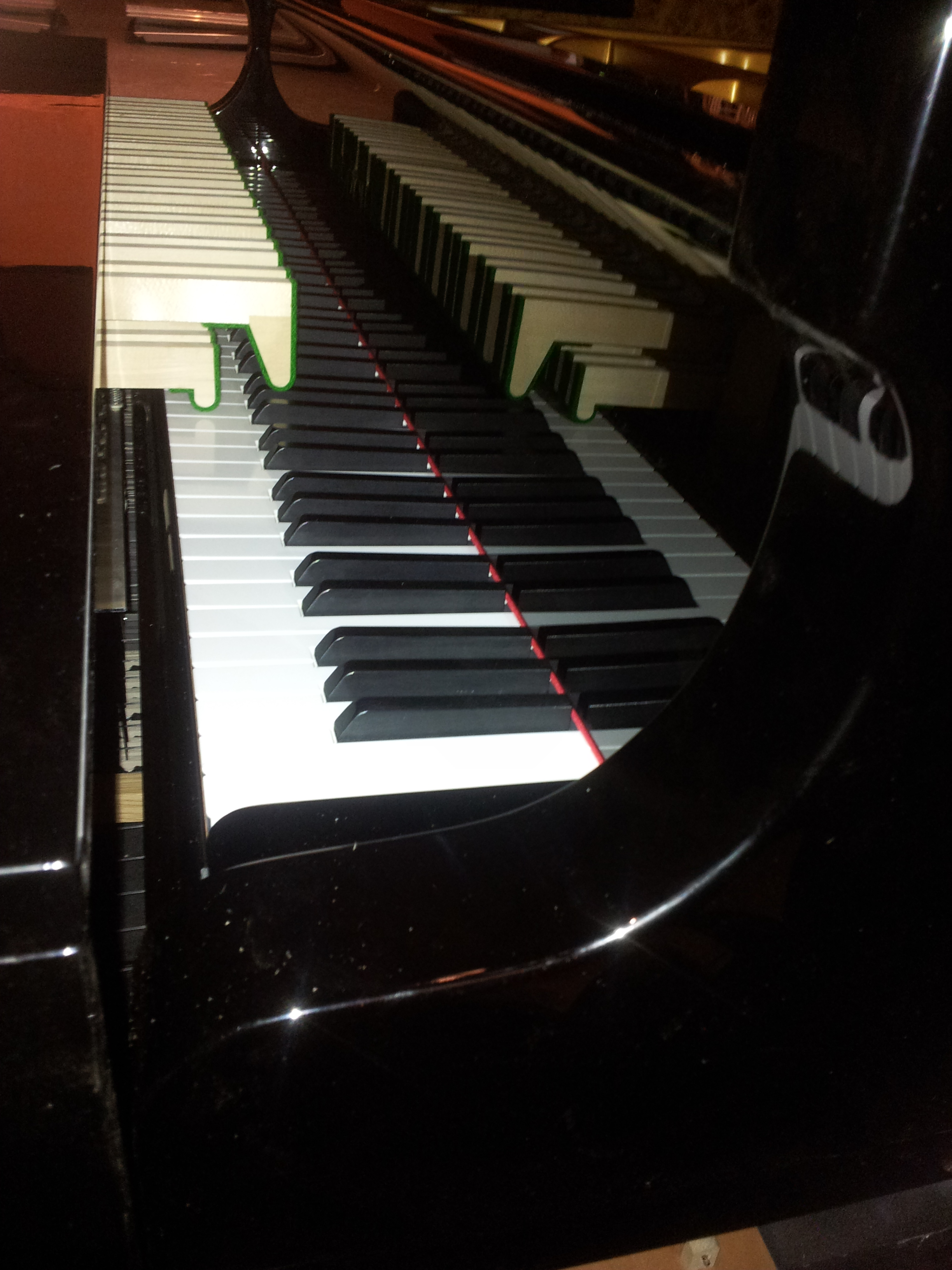

این ساز در دهه ۱۹۰۰ هرگز محبوبیت زیادی پیدا نکرد و همچنان یک ساز نادر است. بیشتر از آن برای فعال کردن ارگانیست‌ها برای تمرین در خانه استفاده می‌شود، به جای اینکه برای نواختن رپرتوار پیانوی پدال استفاده شود، به جای استفاده از پدال هارپسیکورد و کلاویکورد قرن‌ها پیش. در دهه ۲۰۰۰، پیانوهای پدالی در ایتالیا توسط لوئیجی بورگاتو (که آن را دوباره اختراع و ثبت کرد) ساخته شد. این شرکت Doppio Borgato را می‌سازد، یک ساز مستقل باس که به یک صفحه پدال متصل است و می‌توان روی آن یک کنسرت بزرگ قرار داد. بورگاتو رکورد پیانوی باس را به ۳۷ نت، A0 تا A3 (به جای ۳۰ یا ۳۲ استاندارد در یک ارگ) گسترش داد.

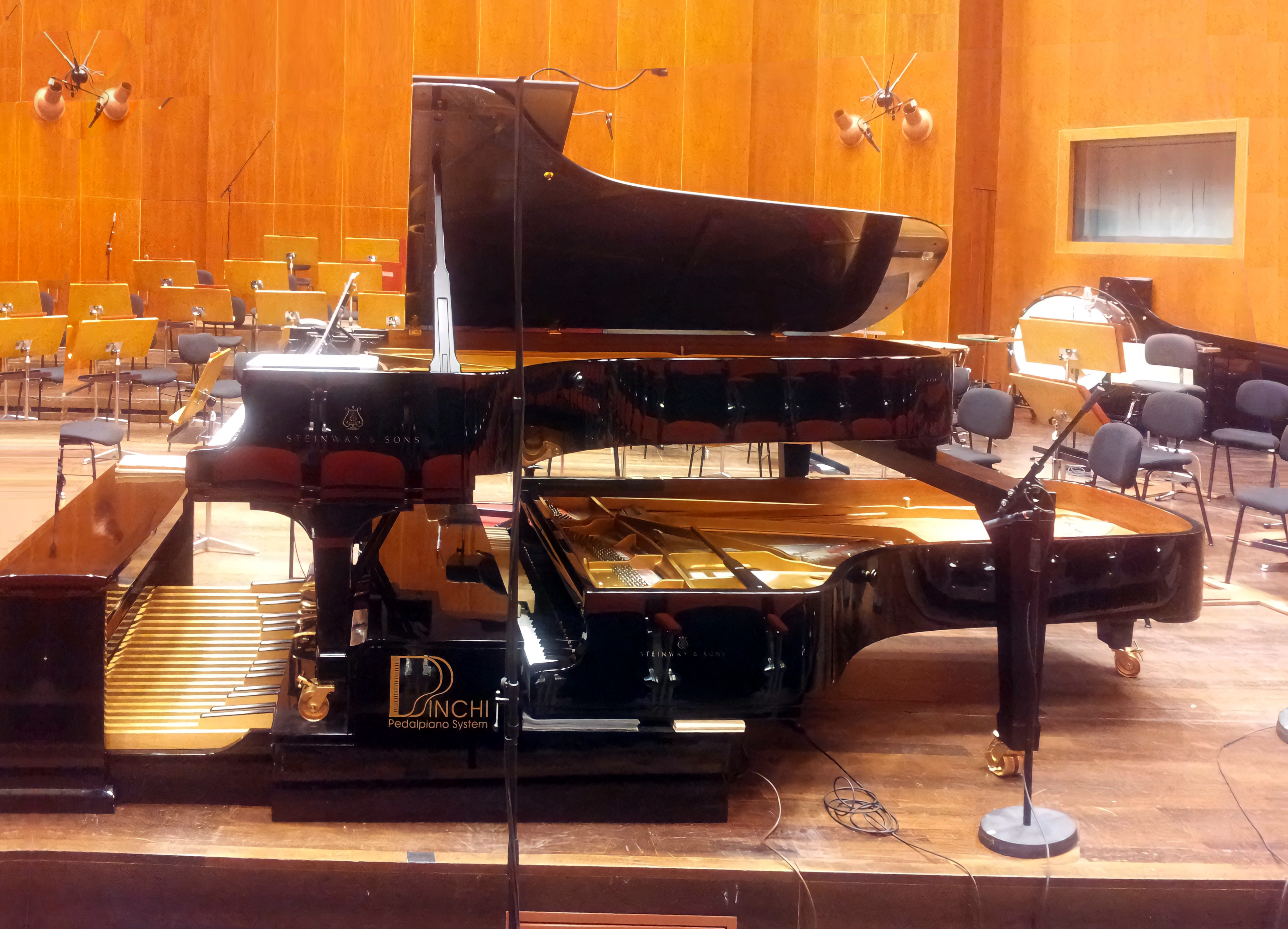

در ۱۳ سپتامبر ۲۰۱۱، پیانیست ایتالیایی، روبرتو پروسدا، اولین کنسرتو برای پیانو و ارکستر پدال توسط چارلز گونود را با ارکستر توسکانینی دی پارما به رهبری یان لاتام کونیگ ارائه کرد.
در ۲۷ آوریل ۲۰۱۲، سیستم پدالپیانوی Pinchi، طراحی شده توسط Claudio Pinchi و Roberto Prosseda، و ساخته شده توسط شرکت سازنده ارگ Fratelli Pinchi Ars Organi در یک اجرای عمومی توسط روبرتو پروسهدا ارائه شد. این یک تخته پدال است که با هر دو پیانوی گرند استاندارد ۸۸ کلیدی کار می‌کند. صفحه پدال پینچی دارای ۳۷ پدال (از A تا A سه اکتاو به بالا) است، اما به لطف ۶۱ «انگشت» چوبی آن، که برخی از آنها در تصویر مجاور دیده می‌شوند، در مجموع محدوده پنج اکتاو دارد، و ۶۱ کلید پایینی (A0 تا A5) پیانوی پایینی را اجرا می‌کنند. این «انگشت‌ها» در سه ایستگاه مستقل از هر سه اکتاو [11] (A0-A3 برای ۱۶، A1-A4 برای ۸' و A2-A5 برای ۴') به صفحه پدال ۳۷ نت نگاشت می‌شوند.

## نوازندگان
در سال‌های اخیر اجرای آثار پیانوی پدالی بر روی آن ساز، بر خلاف ارگ، افزایش یافته است. نوازندگان اخیر پیانو پدالی عبارتند از: دانا رابینسون، ارگ نواز و پیانیست آمریکایی، ژان دوبه، اولیویه لتری، پیتر سایکس ارگ نواز آمریکایی، مارتین اشمدینگ ارگ نواز آلمانی، دالیبور میکلاوچیچ نوازنده ارگ و هارپسیکورد اسلوونیایی، نوازنده آمریکایی. جان خوری، ژان گیلو، کامرون کارپنتر و روبرتو پروسیدا.
مارک ویتی از استرالیا پیانوی برقی خود را با ۱۵ پدال باس در سال ۱۹۸۰ ساخت. در دهه ۱۹۹۰، او آن را برای MIDI تبدیل کرد و یک ماژول پیانو رولند را کنترل کرد که به یک آمپلی فایر استریو میکسر 200w p/ch یاماها، با صفحه کلید به سمت چپ و راست حرکت می‌کرد. و پدال‌ها در مرکز حرکت کردند.

## آهنگسازی برای پیانو پدالی

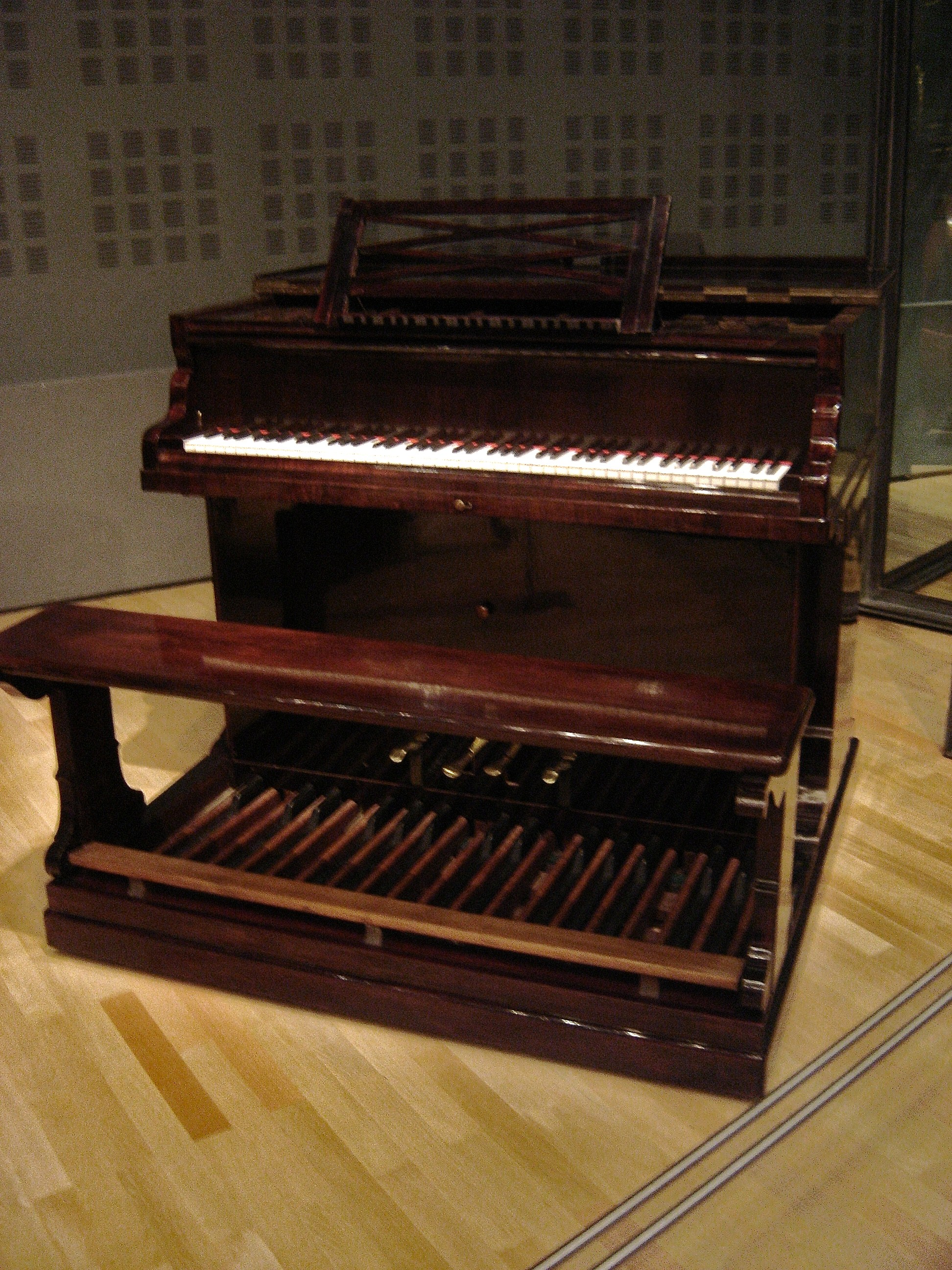

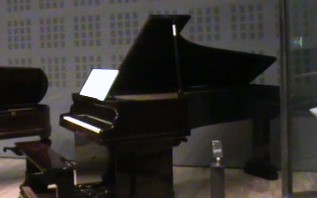

(علاوه بر لیست زیر از موسیقی که مخصوص پیانو پدالی است، موسیقی نوشته شده برای ارگ را اغلب می‌توان با خواندن مستقیم از موسیقی ارگ روی پیانوی پدالی پخش کرد)